# Vanessa Neo Yu Yan
Vanessa Neo Yu Yan (chinesisch 梁语嫣, Pinyin Liáng Yǔyān; * 19. Juni 1987 in Singapur) ist eine singapurische Badmintonspielerin. 

## Karriere
Vanessa Neo gewann 2006 Bronze mit dem Damenteam aus Singapur bei den Asienspielen. In der Folgesaison wurde sie singapurische Vizemeisterin und 17. bei der Weltmeisterschaft im Damendoppel mit Shinta Mulia Sari. Bei den Vietnam Open 2008 wurde sie Zweite im Mixed mit Ricky Widianto. 2009 belegte sie zweimal Platz fünf bei den Südostasienspielen.

## Sportliche Erfolge
| Saison    | Veranstaltung                   | Disziplin   | Platz | Name                                |
| --------- | ------------------------------- | ----------- | ----- | ----------------------------------- |
| 2006      | Asienspiele                     | Damenteam   | 3     | Singapur                            |
| 2007      | Weltmeisterschaft               | Damendoppel | 17    | Shinta Mulia Sari / Vanessa Neo     |
| 2007/2008 | Singapur: Einzelmeisterschaften | Damendoppel | 2     | Shinta Mulia Sari / Vanessa Neo     |
| 2008      | Vietnam Open                    | Mixed       | 2     | Riky Widianto / Vanessa Neo         |
| 2009      | Südostasienspiele               | Damendoppel | 5     | Liu Fan Frances / Vanessa Neo       |
| 2009      | Südostasienspiele               | Mixed       | 5     | Hendra Wijaya / Vanessa Neo         |
| 2011      | Singapur International          | Mixed       | 1     | Danny Bawa Chrisnanta / Vanessa Neo |